# Halenkove, Romnî
Halenkove (în ucraineană Галенкове) este un sat în comuna Pohoja Krînîțea din raionul Romnî, regiunea Sumî, Ucraina.

## Demografie
Componența lingvistică a localității Halenkove
     Ucraineană (97,26%)
     Rusă (2,74%)
Conform recensământului din 2001, majoritatea populației localității Halenkove era vorbitoare de ucraineană (97,26%), existând în minoritate și vorbitori de rusă (2,74%).